# Flirt

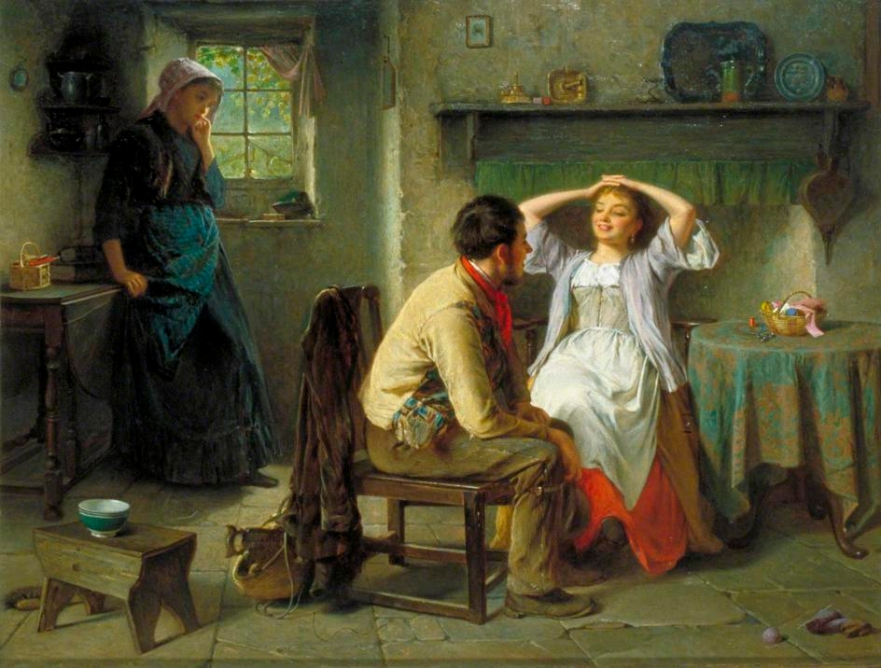
Gelosia e Flirt, di Haynes King

Flirt è un termine di origine inglese (e prestato ad altre lingue) che significa relazione di amoreggiamento leggero, superficiale, temporaneo e avventuroso, caratterizzato da atteggiamenti sentimentali adottati senza un reale impegno o progetto. Spesso indica un particolare comportamento motivato dall'attrazione sessuale tra due persone o semplicemente da una sola persona nei confronti dell’altra. Si manifesta anche nella conversazione, in forme di comunicazione non verbale come il linguaggio del corpo, ecc.
L'origine della parola flirt è incerta.
- sarebbe associato alla contrazione dei termini flit (svolazzare) e flick (buffetto), termini onomatopeici inglesi che indicano entrambi mancanza di serietà;[1]
- un'altra ipotesi è quella della contrazione del francese conter fleurette, cioè lo staccare i petali di un fiore in un momento di leggiadra seduzione; questa teoria sarebbe confutata, dato che questa espressione francese è del XVII secolo, mentre flirt è attestabile già dal XVI secolo.[2]